# Sportclub Enschede in het seizoen 1962/63
Het seizoen 1962/1963 was het negende jaar in het bestaan van de Enschedese betaaldvoetbalclub Sportclub Enschede. De club kwam uit in de Eredivisie en eindigde daarin op de vijfde plaats. Tevens deed de club mee aan het toernooi om de KNVB Beker, hierin werd in de kwartfinale verloren van N.E.C. (1–2).

## Wedstrijdstatistieken

### Eredivisie
|       | ADO   | Ajax  | Blauw-Wit | DOS   | Feijenoord | Fortuna '54 | GVAV  | Heracles | MVV   | NAC   | PSV   | Sparta | Volendam | De Volewijckers | Willem II |
| ----- | ----- | ----- | --------- | ----- | ---------- | ----------- | ----- | -------- | ----- | ----- | ----- | ------ | -------- | --------------- | --------- |
| Thuis | 1 – 0 | 0 – 6 | 0 – 1     | 2 – 0 | 1 – 2      | 2 – 0       | 2 – 2 | 0 – 0    | 0 – 1 | 1 – 1 | 1 – 2 | 3 – 1  | 1 – 1    | 4 – 0           | 5 – 2     |
| Uit   | 2 – 2 | 2 – 0 | 1 – 7     | 2 – 1 | 1 – 1      | 2 – 2       | 3 – 3 | 3 – 2    | 1 – 1 | 0 – 1 | 2 – 3 | 4 – 2  | 1 – 3    | 1 – 4           | 2 – 3     |

### KNVB Beker
| 3e ronde                                    | Be Quick                                                  | 3 – 4 (0 – 4) | Sportclub Enschede                    |
| 30 april 1963 Plaats: Groningen Esserberg   | Johan Wieringa Dré Woest Herman Mengerink 87'             |               | –', –' Henk Bosveld –', –' Ben Zweers |
| 4e ronde                                    | Sportclub Enschede                                        | 4 – 2 (3 – 1) | VVV                                   |
| 16 mei 1963 Plaats: Enschede Het Diekman    | Jan Visser 3', 36' Helmut Rahn 29' Issy ten Donkelaar 51' |               | 37' Hans Sleven 69' Bennie Slaats     |
| Kwartfinale                                 | N.E.C.                                                    | 2 – 1 (1 – 0) | Sportclub Enschede                    |
| 29 mei 1963 Plaats: Nijmegen Goffertstadion | Cor Smulders 28' Hans Verhagen 48'                        |               | 49' Jan Visser                        |

## Statistieken Sportclub Enschede 1962/1963

### Eindstand Sportclub Enschede in de Nederlandse Eredivisie 1962 / 1963
| Stand | Gespeeld | Gewonnen | Gelijk | Verloren | Punten | Doelpunten voor | Doelpunten tegen |
| ----- | -------- | -------- | ------ | -------- | ------ | --------------- | ---------------- |
| 5e    | 30       | 12       | 9      | 9        | 33     | 58              | 46               |

### Topscorers
| #      | Naam               | Goal |
| ------ | ------------------ | ---- |
| 1.     | Henk Bosveld       | 16   |
| 2.     | Helmut Rahn        | 13   |
| 3.     | Ben Zweers         | 10   |
| 4.     | Joop Janssen       | 6    |
| 4.     | Gyula Nemes        | 6    |
| 6.     | Johan Plageman     | 2    |
| 7.     | Issy ten Donkelaar | 1    |
| 7.     | Job Hoomans        | 1    |
| 7.     | Johan Nijhuis      | 1    |
| 7.     | Ruud Vondeling     | 1    |
| 7.     | Arend van der Wel  | 1    |
| Totaal | Totaal             | 58   |

| #      | Naam               | Goal |
| ------ | ------------------ | ---- |
| 1.     | Henk Bosveld       | 2    |
| 1.     | Jan Visser         | 2    |
| 1.     | Ben Zweers         | 2    |
| 4.     | Issy ten Donkelaar | 1    |
| 4.     | Helmut Rahn        | 1    |
| Totaal | Totaal             | 8    |

## Voetnoten
ADO ·
Ajax ·
Blauw-Wit ·
DOS ·
Sportclub Enschede ·
Feijenoord ·
Fortuna '54 ·
GVAV ·
Heracles ·
MVV ·
NAC ·
PSV ·
Sparta ·
Volendam ·
De Volewijckers ·
Willem II